# Alloclita
Alloclita é um gênero de traça pertencente à família Cosmopterigidae.

## Espécies
- Alloclita brachygrapta Meyrick 1925
- Alloclita cerritella (Riedl, 1993)
- Alloclita delozona Meyrick, 1919
- Alloclita deprinsi Koster & Sinev, 2003
- Alloclita fasciella (Amsel, 1958)
- Alloclita francoeuriae Walsingham, 1905
- Alloclita gambiella (Walsingham, 1891)
- Alloclita haifensis Rebel, 1911
- Alloclita litorella Amsel, 1935
- Alloclita paraphracta Meyrick, 1914
- Alloclita plumbaria (Meyrick, 1921)
- Alloclita recisella Staudinger, 1859
- Alloclita reflua Meyrick, 1914
- Alloclita xylodesma Meyrick, 1911
- Alloclita zelotypa Meyrick, 1918